# Central Hockey League 1981-1982
La stagione 1981-1982 è stata la 19ª edizione della Central Hockey League, lega di sviluppo creata dalla National Hockey League per far crescere i giocatori delle proprie franchigie. La stagione vide al via nove formazioni e al termine dei playoff gli Indianapolis Checkers conquistarono la loro prima Adams Cup.

## Squadre partecipanti
Rispetto alla stagione precedente si sciolsero i Birmingham Bulls e gli Houston Apollos, mentre si iscrissero i Cincinnati Tigers e i Nashville South Stars.
- Cincinnati Tigers
- Dallas Black Hawks
- Fort Worth Texans
- Indianapolis Checkers
- Nashville South Stars
- Oklahoma C. Stars
- Salt Lake Golden Eagles
- Tulsa Oilers
- Wichita Wind

## Stagione regolare
Northern Division
|  | Pos. | Squadra                 | Pt | G  | V  | S  | N | GF  | GS  | DR  |
|  | ---- | ----------------------- | -- | -- | -- | -- | - | --- | --- | --- |
|  | 1.   | Salt Lake Golden Eagles | 97 | 80 | 47 | 30 | 3 | 368 | 329 | +39 |
|  | 2.   | Cincinnati Tigers       | 96 | 80 | 46 | 30 | 4 | 375 | 340 | +35 |
|  | 3.   | Indianapolis Checkers   | 89 | 80 | 42 | 33 | 5 | 319 | 259 | +60 |
|  | 4.   | Nashville South Stars   | 86 | 80 | 41 | 35 | 4 | 313 | 319 | -6  |

Southern Division
|  | Pos. | Squadra            | Pt | G  | V  | S  | N | GF  | GS  | DR   |
|  | ---- | ------------------ | -- | -- | -- | -- | - | --- | --- | ---- |
|  | 1.   | Wichita Wind       | 91 | 80 | 44 | 33 | 3 | 343 | 289 | +54  |
|  | 2.   | Tulsa Oilers       | 87 | 80 | 43 | 36 | 1 | 355 | 324 | +31  |
|  | 3.   | Dallas Black Hawks | 80 | 80 | 37 | 37 | 6 | 394 | 382 | +12  |
|  | 4.   | Oklahoma C. Stars  | 51 | 80 | 25 | 54 | 1 | 300 | 397 | -97  |
|  | 5.   | Fort Worth Texans  | 43 | 80 | 20 | 57 | 3 | 273 | 401 | -128 |

Legenda:

      Ammesse ai Playoff
Note:

Due punti a vittoria, un punto a pareggio, zero a sconfitta.

## Playoff
|  | Primo turno | Primo turno             | Primo turno           |                    |                   | Semifinali              | Semifinali | Semifinali |  |  | Finale | Finale                | Finale |
|  |             |                         |                       |                    |                   |                         |            |            |  |  |        |                       |        |
|  | S1          | Wichita Wind            | 3                     |                    |                   |                         |            |            |  |  |        |                       |        |
|  | N4          | Nashville South Stars   | 0                     |                    |                   |                         |            |            |  |  |        |                       |        |
|  | N4          | Nashville South Stars   | 0                     |                    | S1                | Wichita Wind            | 0          |            |  |  |        |                       |        |
|  |             |                         |                       |                    | S1                | Wichita Wind            | 0          |            |  |  |        |                       |        |
|  |             | N3                      | Indianapolis Checkers | 4                  |                   |                         |            |            |  |  |        |                       |        |
|  | S2          | N3                      | Indianapolis Checkers | 4                  | Tulsa Oilers      | 0                       |            |            |  |  |        |                       |        |
|  | S2          |                         |                       |                    | Tulsa Oilers      | 0                       |            |            |  |  |        |                       |        |
|  | N3          | Indianapolis Checkers   | 3                     |                    |                   |                         |            |            |  |  |        |                       |        |
|  |             |                         |                       |                    |                   |                         |            |            |  |  | N3     | Indianapolis Checkers | 4      |
|  |             |                         | S3                    | Dallas Black Hawks | 2                 |                         |            |            |  |  |        |                       |        |
|  | N1          | Salt Lake Golden Eagles | 3                     |                    |                   |                         |            |            |  |  |        |                       |        |
|  | S4          | Oklahoma City Stars     | 1                     |                    |                   |                         |            |            |  |  |        |                       |        |
|  | S4          | Oklahoma City Stars     | 1                     |                    | N1                | Salt Lake Golden Eagles | 2          |            |  |  |        |                       |        |
|  |             |                         |                       |                    | N1                | Salt Lake Golden Eagles | 2          |            |  |  |        |                       |        |
|  |             | S3                      | Dallas Black Hawks    | 4                  |                   |                         |            |            |  |  |        |                       |        |
|  | N2          | S3                      | Dallas Black Hawks    | 4                  | Cincinnati Tigers | 1                       |            |            |  |  |        |                       |        |
|  | N2          |                         |                       |                    | Cincinnati Tigers | 1                       |            |            |  |  |        |                       |        |
|  | S3          | Dallas Black Hawks      | 3                     |                    |                   |                         |            |            |  |  |        |                       |        |

## Premi CHL
- Adams Cup: Indianapolis Checkers
- Bobby Orr Trophy: Dan Poulin (Nashville South Stars)
- Bob Gassoff Trophy: Dan Poulin (Nashville South Stars)
- Don Ashby Memorial Trophy: Reg Thomas (Cincinnati Tigers)
- Jake Milford Trophy: Fred Creighton (Indianapolis Checkers)
- Ken McKenzie Trophy: Bob Francis (Oklahoma City Stars)
- Max McNab Trophy: Kelly Hrudey (Indianapolis Checkers)
- Phil Esposito Trophy: Bob Francis (Oklahoma City Stars)
- Terry Sawchuk Trophy: Kelly Hrudey e Robert Holland (Indianapolis Checkers)
- Tommy Ivan Trophy: Bob Francis (Oklahoma City Stars)